# Aura Kingdom
 (août 2015).
Aura Kingdom, connu également sous les noms de Fantasy Frontier Online (幻想神域 en chinois) à Taiwán et Hong Kong et « Innocent World » au Japon, est un jeu vidéo créé par le studio de développement taïwanais X-Legend. X-Legend est également à l'origine de Grand Fantasia et de Eden Eternal. Aura Kingdom a été édité par Aeria Games en juillet 2014.

## Aperçu
Aura Kingdom possède des graphismes similaires aux autres MMO de type anime d'Aeria Games, Grand Fantasia et Eden Eternal. Les joueurs peuvent télécharger le jeu gratuitement sur le site officiel d'Aeria Games, ils peuvent acheter des AP contre de l'argent réel afin d'acheter divers produits virtuels vendus dans la boutique en ligne.
La Bêta fermée d'Aura Kingdom a démarré le 25 décembre 2013.
La Bêta ouverte d'Aura Kingdom a démarré le 08 janvier 2014.

## Classes
Pour le moment, il existe 15 classes différentes dans Aura Kingdom, représentées par leur arme respective :
- Le Bouclier est le DPS qui possède la plus grande défense DEF du jeu grâce à ses nombreux boucliers (au niveau de ses sorts)
- Les Lames jumelles est un DPS à deux courtes épées qui se heal à 3 % de ses DEG infligés sur une cible.
- La Hache de guerre est un DPS qui inflige les plus gros dégâts (DÉG) sur Boss et Mob.
- Le Bâton de puissance est un DPS capable de lancer des attaques magiques, la plupart ayant des capacités élémentaires qui permettent de contrôler le flux des mobs.
- Le Grimoire est un DPS qui peut débuffs (des sorts affectant négativement les statistiques) ses ennemis.
- La Harpe est un DPS qui a une grande capacité, a produit des musiques capables de soigner ses alliés, améliorant leurs stats et envoyant des débuffs sur leurs ennemis ainsi que DPS avec un DPs moyen
- Le Canon est un DPS qui a la possibilité de construire des tourelles et autres appareils afin d'aider ses alliés au combat.
- Les Pistolets est un DPS infligeant de gros dégâts grâce à leur cadence de tirs élevée.
- Les Griffes est un DPS permettant d'attaquer l'ennemi rapidement et sans délai.
- L'Arc est un DPS qui a la capacité de charger ses compétences afin d'effectuer des attaques plus puissantes mais ne profite donc pas du jumcast du jeu.
- Le Katana est un DPS capable d'infliger de gros DEG
- L'épée sacrée est un DPS qui est béni par la lumière ce qui permet toutes les 8s libérer la lumière accumulée pour augmenter les DEG de ses comp
- Le Shuriken est un DPS qui a une des meilleures vitesses dep du jeu, le meilleur DPS du jeu sur boss (mauvais en clean mob), c'est classe semi-éloigné (environ 12m contre 20 à 25 pour un distance) et qui peut invoquer un ninja afin d'augmenter son dps
- La Faux est un DPS type invocateur qui à la capacité spéciale d'invoquer des familiers qui l'aideront en combat
- La Lance est un DPS qui accumule des runes de deux types feu ou glace, lors de leurs libérations produit jusqu’à 4 effets différents qui dépende de la combinaison des runes

## Critiques à sa sortie
Games in Asia a noté le jeu 6,1/10, saluant son scénario original, ses personnages de style anime et ses graphismes impressionnants. Cependant, Games in Asia a regretté son manque de donjons, sa répétitivité et sa trop grande facilité.

### Sources à lier
- jeuxvideo.com : Aura Kingdom
- (en) TechInAsia: Aura Kingdom Review: I liked it, but there’s room for improvement
- (de) playMassive: Aura Kingdom: Das Anime-MMO im Test